# Поповка (Кропивницкий район)
Попо́вка (укр. Попівка) — село в Первозвановской сельской общине Кропивницкого района Кировоградской области Украины
Население по переписи 2001 года составляло 400 человек. Почтовый индекс — 27652. Телефонный код — 522. Код КОАТУУ — 3522586603.